# 솔즈베리 대성당

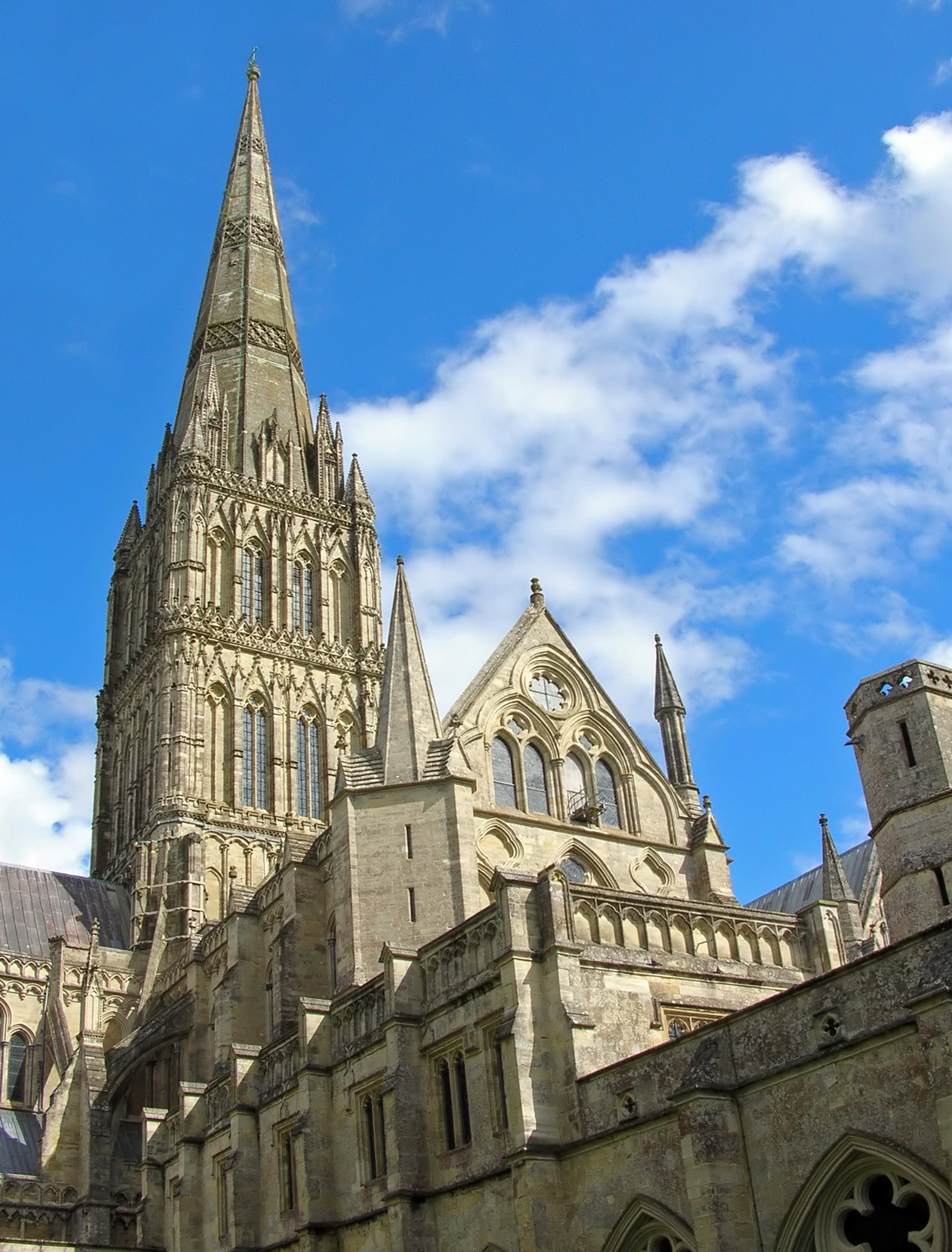
솔즈베리 대성당

솔즈베리 대성당(Salisbury Cathedral), 정식 명칭으로 솔즈베리의 동정 성모 마리아 주교좌 성당(Cathedral of the Blessed Virgin Mary, Salisbury)은 영국 잉글랜드 윌트셔주 솔즈베리에 위치한 잉글랜드 성공회의 대성당이다. 잉글랜드 성공회 솔즈베리 교구의 주교좌 성당으로, 첨탑의 높이는 123m로 영국에 위치한 대성당 중 가장 높다.
1220년부터 1258년 사이에 건설되었다. 이곳에는 잉글랜드에 현존하는 4부의 마그나 카르타 원본 중 가장 상태가 양호한 1부와, 1386년에 제작되어 현존하는 세계에서 가장 오래 된 기계식 시계가 있다.